# Пуеуэ (Чили)
Пуеуэ (исп. Puyehue) — посёлок и коммуна в Чили. Административный центр коммуны — посёлок Энтре-Лагос. Население — 3932 человека (2002). Посёлок и коммуна входит в состав провинции Осорно и области Лос-Лагос.
Территория коммуны —  1597,9 км². Численность населения — 11 461 житель (2007). Плотность населения — 7,17 чел./км².

## Расположение
Посёлок Пуеуэ расположен у восточной оконечности одноимённого озера. Посёлок Энтре-Лагос расположен в 94 км на северо-восток от административного центра области города Пуэрто-Монт и в 46 км на восток от административного центра провинции  города Осорно на юго-западном побережье озера Пуеуэ.
Коммуна граничит:
- на севере — c коммуной Рио-Буэно
- на востоке — с провинцией Неукен (Аргентина)
- на юге — c коммунами Пуэрто-Варас, Пуэрто-Октай
- на западе — c коммуной Осорно

## Демография
Согласно сведениям, собранным в ходе переписи Национальным институтом статистики,  население коммуны составляет 11 461 человек, из которых 6045 мужчин и 5416 женщин.
Население коммуны составляет 1,44 % от общей численности населения области Лос-Лагос. 70,7 %  относится к сельскому населению и 29,3 % — городское население.